# Drew Z. Greenberg
Drew Z. Greenberg é um produtor e roteirista estadunidense.

## Filmografia

### Buffy the Vampire Slayer
- "Smashed"
- "Older and Far Away"
- "Entropy"
- "Him"
- "The Killer in Me"
- "Empty Places"

### Firefly
- "Safe"

### Smallville
- "Slumber"
- "Hereafter"
- "Truth"

### The O.C.
- "The Family Ties"
- "The Second Chance"

### Dexter
- "Let's Give the Boy a Hand"
- "Truth Be Told"

### Warehouse 13
- "Claudia"
- "For the Team"
- "Where and When"
- "Trials"
- "Stand"
- "There's Always a Downside"
- "The Living and the Dead"
- "The Truth Hurts"